# Шесталов, Юван Николаевич
Юва́н Никола́евич Шеста́лов (1937—2011) — мансийский писатель. Первый профессиональный поэт манси, член СП СССР с 1962 года. Заслуженный деятель культуры Ханты-Мансийского автономного округа (1997).

## Биография
Сын коммуниста-председателя колхоза, по матери — внук шамана. Это социальное противоречие отразилось в жизни и творчестве Шесталова: в биографической повести «Когда качало меня солнце» он описывает, как дед проиграл его отца в карты богатому соплеменнику. От мальчонки на побегушках у купца он прошёл путь до председателя колхоза, образованного человека. В то же время эта повесть так насыщена преданиями и сказками, что и шаманское прошлое видится в ней очень ярко, убеждая читателя, что жизнь — тоже своего рода сказка.
Шесталов рано потерял дедушку, бабушку, мать и с 8 лет жил в новой семье отца в хантыйском посёлке Теги. В школе обучение велось на русском языке. Свое первое стихотворение сложил в 12-летнем возрасте по-русски.
После окончания Берёзовской средней школы Юван Шесталов по рекомендации окрисполкома поступил на факультет народов Крайнего севера Ленинградского педагогического института имени А. И. Герцена, где, вдали от родных мест, полюбил красоту родного языка. К творчеству его побудили преподаватель мансийского языка А. Н. Баландин и преподаватель литературы народов Севера М. Г. Воскобойников.
После окончания института Шесталов вернулся в Ханты-Мансийск, где работал в редакциях газет, радио и телевидения округа, создавая статьи о людях и событиях своего края, короткие рассказы, зарисовки.
В 1962 году его приняли в Союз писателей России.
В 1965 году окончил филологический факультет Тюменского педагогического института.
Исследователь творчества Шесталова Светлана Динисламова отметила, что писателю принадлежит основная роль в возрождении традиционных обрядовых представлений. Так, в 1985 году в посёлке Сосьва Берёзовского района впервые после запрета он организовал «Тулыглап» — Медвежьи игрища. Праздник транслировался по центральному телевидению. В настоящее время обряд «Тулыглап» на территории Ханты-Мансийского автономного округа проводится повсеместно и стал регулярным.
С 1985 по 1988 г. Шесталов работал директором Дома народного творчества в г. Ханты-Мансийске, после чего переехал в Ленинград.
В 1990-е гг. — он ответственный секретарь Ленинградской областной писательской организации, член и редактор издательства журнала «Стерх» (1991), газеты «Белый журавль», профессор кафедры ЮНЕСКО «Теория образования в поликультурном обществе» Российского Государственного педагогического университета им. Герцена.
С 1995 г. Юван Николаевич — президент «Фонда Космического сознания» (Ханты-Мансийск — Санкт-Петербург). Он обращается к философии мансийского народа, исследуя религиозные представления народа, традиции, обряды, представления о Земле-Космосе.
В 1997 году Шесталов стал членом Союза писателей Венгрии, на родственном мансийскому венгерском языке изданы многие его произведения.
С 2002 по 2011 г. — профессор кафедры филологии Югорского государственного университета.
Умер 5 ноября 2011 г. Похоронен в г. Ханты-Мансийске.

## Значение в литературе
Своеобразное творчество Ювана Шесталова в разные годы изучали Е. В. Чепкасов, Каталин Надь, Доминик Самсон Норман де Шамбург. В 2007 году издан объёмный научный труд «Творчество Ювана Шесталова» мансийского автора Светланы Динисламовой, которая процитировала слова Петера Домокоша: «В стенах крепости мировой литературы по разным причинам удалось сделать пробоины датчанам, норвежцам, шведам, полякам, чехам, румынам, венграм, финнам и эстонцам. Иногда за эти стены удавалось проникнуть и представителям таких народов, которые, не доходя до уровня образования государства, уже подошли к грани вымирания, например, мансийцу Шесталову…»

## Творчество
Первые стихи Ю. Шесталова опубликованы в 1957 году в ханты-мансийской окружной газете «Ленинская правда» на мансийском языке и в журнале «Нева» — на русском. Переводы стихотворений выполнял Михаил Дудин. В июле 1959 года «Литературная газета» опубликовала подборку его стихов с вводной статьёй Михаила Светлова, назвавшего его «безусловно талантливым человеком, необыкновенным в обыкновенном». Светлов стал поэтическим наставником Шесталова.
Первый этап творчества Шесталова подвёл сборник «Миснэ» (1961), в который включены лучшие стихи, написанные до 1960 года. Миснэ в понимании поэта — это не просто добрая лесная фея, помогающая охотнику и выручающая из беды, это олицетворение Родины, образ девушки, которую можно встретить и на улице города, и в далёком северном колхозе. Этот образ стал привлекательным в Ханты-Мансийском округе: имя Миснэ носил популярный вокальный ансамбль, гостиница в Ханты-Мансийске.
Второй этап—это обращение к прозе и жанру поэмы. Поэма «Пробуждение» вошла в сборник «Радуга в сердце» (1963); «Идол» и «Голос новой жизни» — в сборник «Глаза белой ночи» (1967); «На железных нартах», «Чёрное море», «Медвежье игрище», «Кара-юйя!» — в сборник «Песня последнего лебедя» (1969), «Бубен, гуди!», «Таёжная поэма» — в сборник «Таёжная поэма» (1970).
Третий этап творчества писателя начинается в 1972 г. с работы над фантастической повестью «Тайна Сорни-Най» (1976), которая была неоднозначно воспринята критиками и исследователями. Особо значимым для себя Шесталов считал роман-сказание «Огонь исцеления» (1988) — своеобразную сагу о роде Шесталовых.
В 1990-е годы Ю. Шесталов обратился к публицистическому жанру: он писал о проблемах экологии на родовых землях своего народа, где ведется разработка нефти и газа, о будущем коренных народов Севера.
В 1993 г. он опубликовал исследование эссе «Откровение Регули», посвящённое венгерскому учёному Анталу Регули.
Творчество Шесталова тесно связано с мансийским фольклором. Он прекрасно знал обряды и обычаи своего народа, вводя его легенды в современные стихи. В поздний период творчества они приобретают форму заклинаний, пророчеств.
Юван Шесталов явился основоположником детской литературы манси, написав для подрастающего поколения книги «Потёпка» (Москва, 1963), «Сказки таёжного игрища» (Москва, 1981), «Снежное утро» (Ленинград, 1981).
Эпохальной для писателя стал сборник «Языческая поэма» (1971), получивший высокие оценки критиков и удостоенный Государственной премии РСФСР (1978).

## Память
В 2012 году в Ханты-Мансийском автономном округе — Югре учреждена премия имени Ю. Н. Шесталова за вклад в сохранение и развитие традиционных видов деятельности, культуры и спорта коренных малочисленных народов Севера.
На доме в Ханты-Мансийске, где жил Шесталов, установлена мемориальная доска.
В июне 2014 г. при входе в музей «Торум Маа» открыта скульптурная композиция, посвящённая Ю. Н. Шесталову.
В Ханты-Мансийске создан и в октябре 2014 года открыт Мемориальный кабинет-музей Ювана Шесталова — первый литературный музей в Югре.

## Книги
- 1958. Первый поэтический сборник «Макем ат» («Дыхание близкой земли»).
- 1959. «Пойте мои звёзды», первая книга стихов на русском языке, издательство «Советский писатель».
- 1960. «Маньси павлын няврамытн» («Детям мансийских деревень»).
- «Огонь на льду», издательство «Молодая гвардия».
- «Радуга в сердце», Тюменское книжное издательство.
- Первое прозаическое произведение — повесть «Синий ветер каслания» в 1964 году.
- 1967. «Глаза белой ночи», сборник стихов, издательство «Советская Россия».
- 1967. «Эпос». Сборник стихов, Свердловск, Средне-Уральское книжное издательство.
- Другие книги: «Языческая поэма» (1971), «Когда качало меня солнце» (1972), «Тайна Сорни-най» (1976), «Сначала была сказка» (1984—1985), «Огонь исцеления» (1989).

## Награды и премии
- Государственная премия РСФСР имени М. Горького (1978) — за «Языческую поэму» (1971).
- орден Дружбы народов (1984).
- орден Трудового Красного Знамени (1987).
- заслуженный деятель культуры Ханты-Мансийского автономного округа (1997).
- почётный гражданин Ханты-Мансийского автономного округа (2000).
- Международная премия имени М. А. Шолохова в области литературы и искусства (2008).